# Milorad Stanulov
Milorad Stanulov (* 20. Februar 1953 in Zrenjanin) ist ein ehemaliger jugoslawischer Ruderer, der zwei olympische Medaillen im Doppelzweier gewann.
Der 1,87 m große Milorad Stanulov vom Ruderverein Danubius VK 1885 ruderte bei den Ruder-Weltmeisterschaften 1978 hinter den beiden Deutschen Peter-Michael Kolbe und Joachim Dreifke auf den dritten Platz im Einer. Im Jahr darauf belegte er bei den Ruder-Weltmeisterschaften 1979 den neunten Platz im Einer. In der Olympiasaison wechselte er in den Doppelzweier. Im Finale der Olympischen Spiele in Moskau gewann er zusammen mit Zoran Pančić hinter Joachim Dreifke und Klaus Kröppelien die Silbermedaille. 
In den nächsten drei Jahren startete er bei den Ruder-Weltmeisterschaften im Doppelvierer, im Einer und im Doppelzweier, erreichte aber in allen Bootsklassen nur das B-Finale. Hatte der jugoslawische Doppelzweier 1980 vom Olympiaboykott zahlreicher westlicher Staaten profitiert, so profitierte er bei den Olympischen Spielen 1984 von der Abwesenheit aller Ostblock-Mannschaften außer Rumänien. Zoran Pančić und Milorad Stanulov gewannen hinter dem US-Boot und einem belgischen Doppelzweier die Bronzemedaille. Zum Ausklang seiner Karriere startete Stanulov bei den Ruder-Weltmeisterschaften 1986 noch einmal im Doppelvierer und belegte den elften Platz.